# Ursula Andress
Ursula Andress (Ostermundigen, 19 marzo 1936) è un'attrice svizzera.
Raggiunse il successo nel 1962 nell'iconico ruolo di prima Bond girl del grande schermo, nel film Agente 007 - Licenza di uccidere, che la rese un sex symbol internazionale e lanciò la sua carriera ad Hollywood.
Negli anni seguenti comparve in numerosi film al fianco di star come Elvis Presley, Frank Sinatra, Dean Martin, Peter Sellers, Peter O'Toole. Mantenne la sua popolarità nel decennio successivo, lavorando prevalentemente in Italia in film di genere; dagli anni ottanta in poi ha diradato le sue apparizioni partecipando soprattutto a produzioni televisive, per poi ritirarsi a vita privata dopo il 2000.

## Biografia
Nata nel Canton Berna, in Svizzera, è terza di sei figli, da padre tedesco, Rolf Andress, e madre svizzera, Anna Kropf. Quando suo padre, un diplomatico, fu espulso dalla Svizzera per ragioni politiche durante la guerra, suo nonno, un giardiniere, si prese cura di lei, educandola al lavoro e alla disciplina. Frequentò le scuole a Berna, finché a sedici anni decise di lasciare gli studi per recarsi a Parigi a seguire corsi di pittura, scultura e danza.

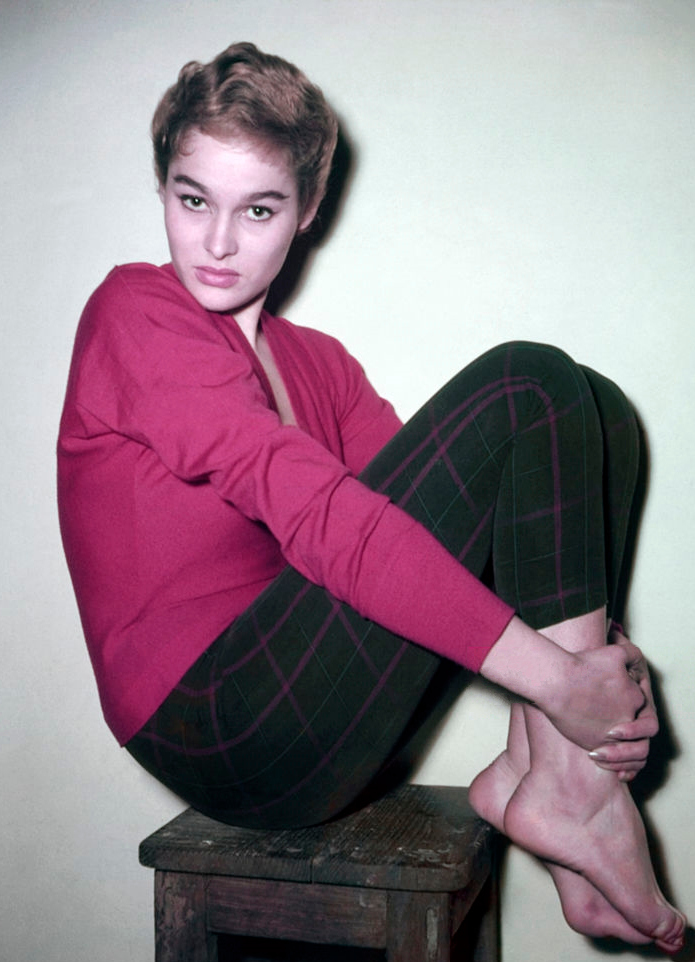
Una giovane Ursula Andress negli anni cinquanta

### Carriera

#### Anni 50
Nel 1953, all'età di diciassette anni, fuggì in Italia per seguire l'attore Daniel Gélin con cui aveva iniziato una relazione a Parigi. A Roma, per mantenersi, lavorò come baby sitter e modella; frequentando l'ambiente della dolce vita, fu notata da un produttore cinematografico a un party e iniziò quindi a comparire in piccole parti in pellicole, quali Un americano a Roma (1954) e Le avventure di Giacomo Casanova (1955), entrambe di Steno, e La catena dell'odio (1955) di Piero Costa. Divenne molto amica di Brigitte Bardot, con cui divideva una stanza a piazza di Spagna; entrambe presero la decisione di tingersi i capelli di biondo in questo periodo.
Nel 1955 un produttore americano la convinse a recarsi a Hollywood, dove venne messa sotto contratto settennale dalla Paramount, ma a causa della sua difficoltà ad imparare l'inglese fece fatica a lavorare; lo studio le fece seguire corsi di lingua, dizione ed etichetta, ma dopo un anno sciolse il contratto senza girare alcun film e passò alla Columbia. Nel frattempo frequentò l'ambiente di Hollywood, si fece notare per la breve relazione che ebbe con James Dean quattro mesi prima della sua morte e nel 1957 si sposò con l'attore e regista John Derek, che si occupò di gestire la sua carriera ancora da lanciare.

#### Anni 60
Dopo diversi anni di inattività, durante i quali girò solo un episodio della serie televisiva Thriller, accanto a Boris Karloff, nel 1962 Ursula Andress venne scelta, solo due settimane prima delle riprese, al posto di Julie Christie per interpretare il ruolo di Honey Ryder nel film Agente 007 - Licenza di uccidere (1962) di Terence Young, per un compenso di soli 10.000 dollari; fu l'attore Kirk Douglas a convincere l'attrice ad accettare la parte. Il film, il primo della serie di James Bond, ebbe un clamoroso successo in tutto il mondo e rese l'attrice ventiseienne un sex symbol internazionale. A causa del suo forte accento, nella versione inglese venne doppiata (da Nikki van der Zyl per la parte recitata e da Diana Coupland per quella cantata), ma nonostante ciò vinse un Golden Globe nel 1964 come migliore attrice debuttante, ex aequo con Tippi Hedren ed Elke Sommer.

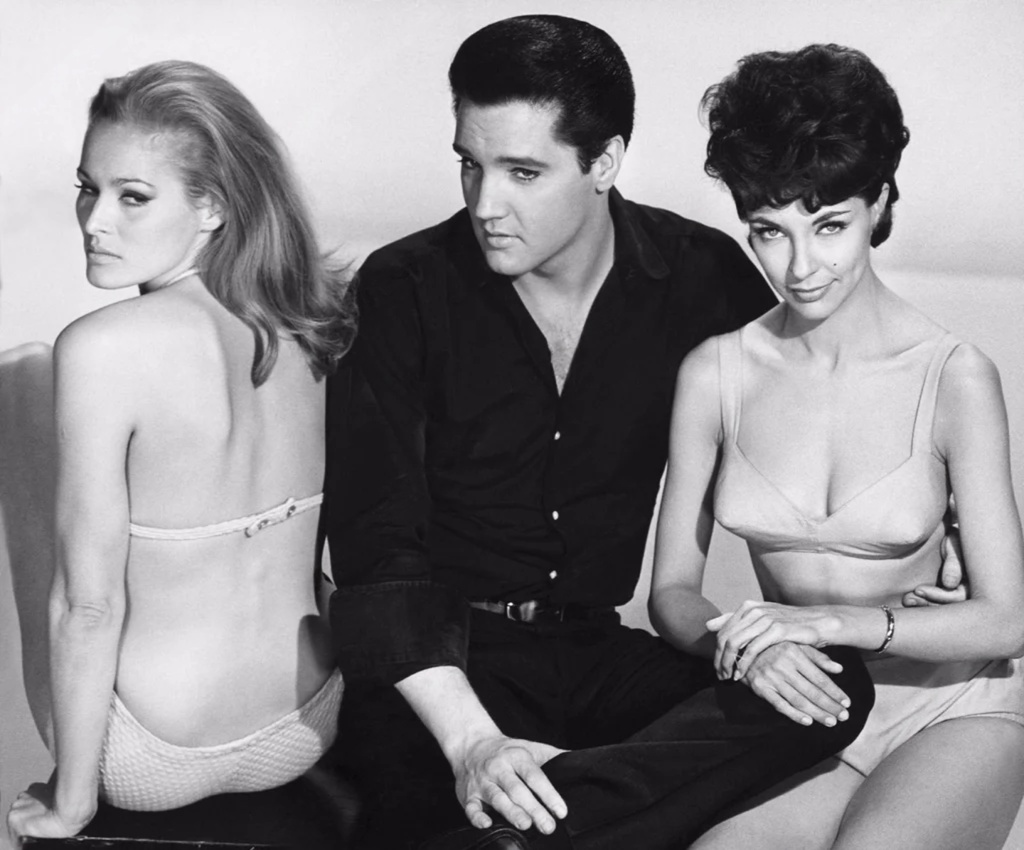
Ursula Andress con Elvis Presley e Elsa Cárdenas in L'idolo di Acapulco (1963)

Grazie a questo ruolo, Andress ottenne popolarità e venne prontamente definita "la nuova dea del sesso di Hollywood".
Negli anni seguenti la sua carriera prese il volo e l'attrice divenne una delle star più pagate di Hollywood, affiancando celebri star come Elvis Presley in L'idolo di Acapulco (1963) di Richard Thorpe; Frank Sinatra e Dean Martin in I 4 del Texas (1963) di Robert Aldrich; Jean-Paul Belmondo in L'uomo di Hong Kong (1965) di Philippe de Broca; Peter Sellers, Peter O'Toole e Woody Allen in Ciao Pussycat (1965) di Clive Donner; George Peppard e James Mason in La caduta delle aquile (1966) di John Guillermin; Orson Welles in La stella del Sud (1969) di Sidney Hayers; Charles Bronson, Toshirō Mifune e Alain Delon nel western Sole rosso (1971) di Terence Young. Da segnalare anche la sua partecipazione, al fianco di Marcello Mastroianni ed Elsa Martinelli, al film La decima vittima (1965) di Elio Petri, tratto dal romanzo di Robert Sheckley.
Apparve inoltre nel film parodia James Bond 007 - Casino Royale (1967), nel ruolo di Vesper Lynd, diventando così l'unica attrice ad aver interpretato il ruolo di Bond girl per due volte, sebbene quest'ultimo film sia considerato apocrifo rispetto alla serie regolare prodotta dalla EON.

#### Anni 70

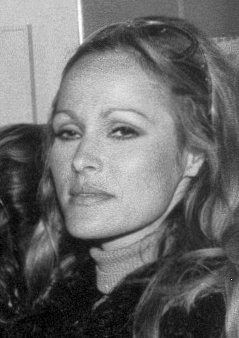
Ursula Andress nel 1971

All'inizio degli anni settanta Andress lasciò Hollywood e il cinema americano per stabilirsi a Roma, iniziando una relazione con l'attore Fabio Testi conosciuto sul set del film Colpo in canna (1973). Negli anni seguenti l'attrice lavorò prevalentemente per il cinema italiano, soprattutto di genere, che ne confermò la popolarità senza però farle riscuotere grande consenso critico; in diverse pellicole comparve nuda o seminuda, tanto da guadagnarsi il soprannome di "Ursula Undress" (Ursula Svestita); nello stesso periodo apparve per sette volte in servizi di nudo per la rivista Playboy. Alla fine del decennio l'attrice tornò a vivere a Hollywood.

#### Anni 80
Nel 1980 Andress venne chiamata a interpretare la dea Afrodite nel kolossal mitologico Scontro di titani di Desmond Davis; sul set conobbe l'attore Harry Hamlin, da cui l'anno seguente ebbe l'unico figlio Dimitri. Partecipò in seguito al film Messico in fiamme (1982) di Sergej Bondarčuk, al fianco di Franco Nero, che resta il suo ultimo film di rilevanza internazionale; nello stesso anno, all'età di 45 anni, apparve per l'ultima volta in un servizio fotografico di nudo, per la rivista italiana Playmen nel numero di marzo 1982.
Negli anni seguenti si dedicò prevalentemente alla televisione, apparendo come guest star nei telefilm Manimal, Love Boat e in tre episodi del serial Falcon Crest, e partecipando alla miniserie televisiva Pietro il grande (1986).

#### Dagli anni 90 in poi
Dagli anni 90, ritornata a vivere in Italia (dove è comparsa nei film TV Fantaghirò 3 e 4), iniziò a diradare le apparizioni per dedicarsi al figlio Dimitri; nel 1997 prese parte al film sperimentale Cremaster 5, dell'artista americano Matthew Barney. Il suo ultimo impegno sugli schermi risale al 2005, nel film italo-svizzero Die Vogelpredigt oder Das Schreien der Mönche, di Clemens Klopfenstein, in cui interpreta il ruolo della Vergine.
Dopo il suo ritiro, ha principalmente partecipato a eventi pubblici e celebrazioni.

## Vita privata

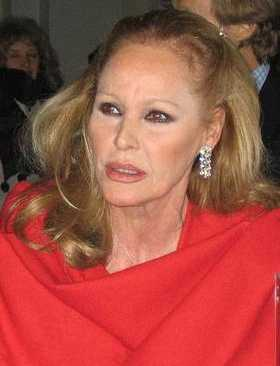
Ursula Andress nel 2004

La vita sentimentale di Ursula Andress è stata seguita costantemente dalla stampa nel corso degli anni, contribuendo significativamente alla sua immagine pubblica di sex symbol.
Come dichiarato da lei stessa, il primo uomo della sua vita fu l'attore francese Daniel Gélin. Nel 1955, appena giunta a Hollywood, ebbe per quattro mesi una relazione con James Dean, terminata con la morte di lui; l'attrice ha dichiarato di essersi rifiutata all'ultimo momento di salire sulla Porsche con cui Dean ebbe l'incidente mortale. Al 1957 risale il suo unico matrimonio, con l'attore e regista statunitense John Derek; successivamente alla loro separazione nel 1966, Derek si sposò con altre due bionde attrici, prima Linda Evans e poi Bo Derek.
Dopo due flirt rispettivamente con Ron Ely e Marcello Mastroianni (suo partner ne La decima vittima), iniziò nel 1966 una turbolenta relazione con Jean-Paul Belmondo, da lei ritenuto il più importante amore della sua vita; la loro relazione terminò nel 1972. Successivamente si legò a Fabio Testi dal 1973 al 1977 e poi a Ryan O'Neal (con cui era già stata qualche anno prima). Nel 1980, sul set del film Scontro di titani, iniziò una relazione con Harry Hamlin, dal quale nel 1981, all'età di 44 anni, ha avuto il suo unico figlio Dimitri Alexander Hamlin; i due si separarono poi nel 1983.
Le sono stati attribuiti flirt con Marlon Brando, Dean Martin, Helmut Berger, Johnny Dorelli, Franco Nero, Paulo Roberto Falcão e Julio Iglesias.
Vive da molti anni tra Zagarolo, vicino a Roma, e la Svizzera, dove possiede una casa vicina a quella delle sorelle; nel 2017 ha venduto la sua villa di Beverly Hills. Soffre da molti anni di osteoporosi, come lei stessa ha pubblicamente dichiarato.

## Filmografia

### Cinema

Screenshot del film La decima vittima (1965) di Elio Petri

Ursula Andress in uno scatto di scena sul set di Colpo in canna (1975) di Fernando Di Leo

Ursula Andress e Johnny Dorelli in Spogliamoci così senza pudor... (1976) di Sergio Martino

- Un americano a Roma, regia di Steno (1954) – non accreditata
- Le avventure di Giacomo Casanova, regia di Steno (1955)
- La catena dell'odio, regia di Piero Costa (1955)
- Agente 007 - Licenza di uccidere (Dr. No), regia di Terence Young (1962)
- L'idolo di Acapulco (Fun in Acapulco), regia di Richard Thorpe (1963)
- I 4 del Texas (4 for Texas), regia di Robert Aldrich (1963)
- Sfida sotto il sole (Nightmare in the Sun), regia di John Derek e Marc Lawrence (1965)
- La dea della città perduta (She), regia di Robert Day (1965)
- Ciao Pussycat (What's New, Pussycat), regia di Clive Donner (1965)
- L'uomo di Hong Kong (Les Tribulations d'un chinois en Chine), regia di Philippe de Broca (1965)
- La decima vittima, regia di Elio Petri (1965)
- La caduta delle aquile (The Blue Max), regia di John Guillermin (1966)
- Un bacio per morire (Once Before I Die), regia di John Derek (1966)
- James Bond 007 - Casino Royale (Casino Royale), regia di Val Guest, Ken Hughes, John Huston, Joseph McGrath, Robert Parrish e, non accreditato Richard Talmadge (1967)
- Le dolci signore, regia di Luigi Zampa (1967)
- La stella del Sud (The Southern Star), regia di Sidney Hayers (1969)
- Colpo da 500 milioni alla National Bank (Perfect Friday), regia di Peter Hall (1970)
- Sole rosso (Soleil rouge), regia di Terence Young (1971)
- L'ultima chance, regia di Maurizio Lucidi (1973)
- Colpo in canna, regia di Fernando Di Leo (1975)
- Due cuori, una cappella, regia di Maurizio Lucidi (1975) – cameo, non accreditata
- Africa Express, regia di Michele Lupo (1975)
- L'infermiera, regia di Nello Rossati (1975)
- Le avventure e gli amori di Scaramouche, regia di Enzo G. Castellari (1976)
- Safari Express, regia di Duccio Tessari (1976)
- Spogliamoci così senza pudor..., episodio "La visita", regia di Sergio Martino (1976)
- Doppio delitto, regia di Steno (1977)
- La montagna del dio cannibale, regia di Sergio Martino (1978)
- Letti selvaggi, regia di Luigi Zampa (1979)
- The Fifth Musketeer, regia di Ken Annakin (1979)
- Scontro di titani (Clash of the Titans), regia di Desmond Davis (1981)
- Messico in fiamme (Krasnye kolokola, film pervyy - Meksika v ogne), regia di Sergey Bondarchuk (1982)
- La vera storia della rivoluzione francese (Liberté, égalité, choucroute), regia di Jean Yanne (1985)
- Klassäzämekunft, regia di Walter Deuber e Peter Stierlin (1988)
- Alles gelogen (1996)
- Cremaster 5, regia di Matthew Barney (1997)
- Die Vogelpredigt oder Das Schreien der Mönche, regia di Clemens Klopfenstein (2005)

### Televisione
- Thriller – serie TV, episodio 2x17 (1962)
- Manimal – serie TV, 1 episodio (1983)
- Love Boat (The Love Boat) – serie TV, 2 episodi (1983)
- Pietro il Grande (Peter the Great) – miniserie TV, 4 episodi (1986)
- Falcon Crest – serie TV, 3 episodi (1988)
- Big Man – serie TV, episodio 1x03 (1988)
- Delitti a Chinatown (Man Against the Mob: The Chinatown Murders) – film TV (1989)
- The Dame Edna Experience – serie TV, 1 episodio (1989)
- Fantaghirò 3, regia di Lamberto Bava – film TV (1993)
- Fantaghirò 4, regia di Lamberto Bava – film TV (1994)

## Programmi TV
- ¡Hola Raffaella! (1992)

## Riconoscimenti
- Golden Globe
  - 1964 – Migliore attrice debuttante per Agente 007 - Licenza di uccidere
  - 1966 – Candidatura all'Henrietta Award alla miglior attrice del mondo

## Doppiatrici italiane
Nelle versioni in italiano dei suoi film, Ursula Andress è stata doppiata da:
- Rita Savagnone in L'idolo di Acapulco, La dea della città perduta, L'uomo di Hong Kong, Colpo da 500 milioni alla National Bank, Colpo in canna, L'infermiera, Safari Express, Le avventure e gli amori di Scaramouche, Letti selvaggi, Scontro di titani
- Maria Pia Di Meo in Agente 007 - Licenza di uccidere, I quattro del Texas, La decima vittima, La caduta delle aquile, James Bond 007 - Casino Royale, Africa Express, Doppio delitto, La vera storia della rivoluzione francese, Pietro il Grande
- Angiola Baggi in Spogliamoci così senza pudor..., Fantaghirò 3, Fantaghirò 4, La meravigliosa storia di Fantaghirò
- Flaminia Jandolo in Le avventure di Giacomo Casanova
- Anna Miserocchi in Ciao Pussycat
- Laura Rizzoli in Sole rosso
- Ada Maria Serra Zanetti in Big Man